# Partido do Centro Alemão
O Deutsche Zentrumspartei (Partido Alemão do Centro), é o partido mais antigo a ser fundado na Alemanha, em 1870. Foi um partido orientado pelos valores católicos, forte nas zonas católicas da Alemanha (Baviera, Renânia, entre outras). Até 1933 foi um dos partidos mais importantes nos sistemas políticos do Império Alemão e da República de Weimar. A partir de 1945 perdeu o seu espaço político para a CDU. Hoje continua a existir mas sem qualquer peso político.

## Sebastian Haffner
Sebastian Haffner descreve em Alemanha: Jekyll & Hyde sumariamente a história deste partido da seguinte forma. Um extracto:
"Foi o único partido que não acolheu (a fundação do) Império Alemão com regozijo. Fundado em 1870, tornou-se um depositário de todos os elementos líderes conservadores do oeste e sul da Alemanha, os quais se sentiam inesperadamente incorporados. O objectivo do Zentrum era defender valores claramente acima e fora do Estado, sobretudo os valores do Catolicismo. Foi o único partido que na altura não acolheu a criação de Bismarck como a forma política ideal para a Alemanha, tendo no entanto decidido aceitar isso como um facto estabelecido. Bismarck acusou repetidamente o Zentrum de ser um "inimigo do Império", mas isso não era verdade. O Zentrum não foi fundado como protesto contra o Império mas sim como um compromisso. Ele aceitou o Império com um encolher de ombros, mas trabalhava lealmente com ele, mesmo que com limitações. As reservas situavam-se no aspecto cultural. Aqui, o Zentrum era sempre inflexível". Em todas as outras áreas ele podia dar-se ao luxo de ser oportunista."
"Os membros deste partido caracterizavam-se por aceitarem sem quaisquer compromissos os valores religiosos e culturais católicos".

## Resultados Eleitorais

### Eleições legislativas
Império Alemão
| Data | CI. | Votos     | %            | +/- | Deputados | +/- |
| ---- | --- | --------- | ------------ | --- | --------- | --- |
| 1871 | 2.º | 724 000   | 18,6 / 100,0 |     | 63 / 382  |     |
| 1874 | 2.º | 1 446 000 | 27,9 / 100,0 | 9,3 | 91 / 397  | 28  |
| 1877 | 2.º | 1 341 300 | 24,8 / 100,0 | 3,1 | 93 / 397  | 2   |
| 1878 | 2.º | 1 328 100 | 23,1 / 100,0 | 1,7 | 94 / 397  | 1   |
| 1881 | 1.º | 1 182 900 | 23,2 / 100,0 | 0,1 | 100 / 397 | 6   |
| 1884 | 1.º | 1 282 000 | 22,6 / 100,0 | 0,6 | 99 / 397  | 1   |
| 1887 | 2.º | 1 516 200 | 20,1 / 100,0 | 2,5 | 98 / 397  | 1   |
| 1890 | 2.º | 1 342 100 | 18,6 / 100,0 | 1,5 | 106 / 397 | 8   |
| 1893 | 2.º | 1 468 500 | 19,1 / 100,0 | 0,5 | 96 / 397  | 10  |
| 1898 | 2.º | 1 455 100 | 18,8 / 100,0 | 0,3 | 102 / 397 | 6   |
| 1903 | 2.º | 1 875 300 | 19,8 / 100,0 | 1,0 | 100 / 397 | 2   |
| 1907 | 2.º | 2 179 800 | 19,4 / 100,0 | 0,4 | 105 / 397 | 5   |
| 1912 | 2.º | 1 996 800 | 16,4 / 100,0 | 3,0 | 91 / 397  | 14  |

 República de Weimar
| Data    | CI. | Votos     | %              | +/-  | Deputados | +/- | Status   |
| ------- | --- | --------- | -------------- | ---- | --------- | --- | -------- |
| 1919    | 2.º | 5 980 216 | 19,67 / 100,00 |      | 91 / 423  |     | Governo  |
| 1920    | 5.º | 3 845 001 | 13,64 / 100,00 | 6,03 | 64 / 459  | 27  | Governo  |
| 05/1924 | 3.º | 3 914 379 | 13,37 / 100,00 | 0,27 | 65 / 472  | 1   | Governo  |
| 12/1924 | 3.º | 4 118 849 | 13,60 / 100,00 | 0,23 | 69 / 493  | 4   | Governo  |
| 1928    | 3.º | 3 712 152 | 12,07 / 100,00 | 1,54 | 61 / 491  | 8   | Governo  |
| 1930    | 4.º | 4 127 000 | 11,81 / 100,00 | 0,26 | 68 / 577  | 7   | Governo  |
| 07/1932 | 4.º | 4 589 430 | 12,44 / 100,00 | 0,63 | 75 / 608  | 7   | Governo  |
| 11/1932 | 4.º | 4 230 545 | 11,93 / 100,00 | 0,51 | 70 / 584  | 5   | Oposição |
| 03/1933 | 4.º | 4 424 905 | 11,25 / 100,00 | 0,68 | 73 / 647  | 3   | Oposição |